# Сполас
Сполас, спола (др.-греч. Σπολάς) — древнегреческий и древнемакедонский панцирь, иногда его отождествляют с линотораксом. Употреблялся гипаспистами — вспомогательными пехотинцами тяжелой конницы в древнемакедонский армии, также мог носиться экдромоями и гоплитами. Предполагается, что материалом для него послужило вываренное в соляном растворе или проклеенное в несколько слоев льняное полотно. Другой вариант — кожаный панцирь. Это была довольно гибкая, тонкая и лёгкая броня, которая не стесняла движения воина. Использование споласа позволяло сделать снаряжение пехотинца легче, по сравнению с ношением бронзовой кирасы. Также благодаря относительной дешевизне такую броню могли позволить себе даже небогатые воины.